# 黃炳禮家族
黃炳禮家族, 祖籍廣東台山, 為香港地產投資者之一。
黃炳禮在1970年代在香港創辦博富臨置業有限公司(0225.HK)和在香港交易所主板上市。

## 家族成員
- 黃炳禮
  - 黃達漳
  - 黃達琪
  - 黃達琛